# Нижние Минчены
Нижние Минчены, Минчений де Жос (рум. Mincenii de Jos) — село в Резинском районе Молдавии. Является административным центром коммуны Нижние Минчены, включающей также село Верхние Минчены.

## География
Село расположено на высоте 190 метров над уровнем моря.

## Население
По данным переписи населения 2004 года, в селе Минчений де Жос проживает 377 человек (186 мужчин, 191 женщина).
Этнический состав села:
| Национальность | Число жителей | Процентный состав |
| -------------- | ------------- | ----------------- |
| молдаване      | 367           | 97,35             |
| румыны         | 10            | 2,65              |
| Всего          | 377           | 100 %             |